# 1954 في إسرائيل
فيما يلي قوائم الأحداث التي وقعت خلال عام 1954 في إسرائيل.

## سياسة

### تعيين في المنصب
- 26 يناير – بنحاس لافون وزير الدفاع الإسرائيلي  [لغات أخرى]‏.
- 26 يناير – موشيه شاريت رئيس وزراء إسرائيل.
- 23 أغسطس – آهارون زيسلينغ عضو الكنيست [الإنجليزية]‏.

### انتهاء فترة المنصب
- 26 يناير – بنحاس لافون وزير بدون حقيبة وزارية.
- 26 يناير – دافيد بن غوريون رئيس وزراء إسرائيل، وزير الدفاع الإسرائيلي  [لغات أخرى]‏.
- 23 أغسطس – آهارون زيسلينغ عضو الكنيست [الإنجليزية]‏.

## مواليد

### يناير
- 1 يناير – إيلان بابي
- 1 يناير – مصطفى البرغوثي
- 25 يناير – ديفيد غروسمان

### فبراير
- 9 فبراير – صالح طريف سياسي إسرائيلي.
- 12 فبراير – مجلي وهبي سياسي إسرائيلي.
- 25 فبراير – جابي أشكنازي عسكري إسرائيلي.
- 26 فبراير – يولي تمير سياسية إسرائيلية.

### أبريل
- 17 أبريل – بن درور يميني

### مايو
- 22 مايو – إيال بن رؤوفين سياسي إسرائيلي.

### يونيو
- 20 يونيو – ايلان رامون مواطن إسرائيلي ورائد فضاء.

### سبتمبر
- 16 سبتمبر – رفعت ترك لاعب كرة قدم إسرائيلي.

### أكتوبر
- 2 أكتوبر – عيران ريكليس مخرج أفلام إسرائيلي.

## وفيات

### مارس
- 6 مارس – حسام الدين جار الله (مواليد 1884)